# Unizibira

África Proconsularis (125 d. C.)

Unizibira fue una antigua ciudad y obispado en el Norte de África. Actualmente es sede titular de la iglesia latina.

## Historia
Unizibira se identifica plausiblemente con la actual Henchir-Zembra,  actualmente en la región del Sahel, al sur de Túnez. Los principales restos arqueológicos de la ciudad son los de un anfiteatro romano.
Fue una de las muchas ciudades lo suficientemente importantes en la provincia romana (más tarde bizantina) de Bizacena, como para convertirse en una diócesis sufragánea (en latín: dioecesis Unizibirensis o Unuzibirensis) del Metropolitano de Cartago, bajo el dominio papal.
Hay tres obispos de Unizibira documentados históricamente:
- El donatista Maximino asistió al Concilio de Cartago (411), donde se reunieron los obispos católicos y los obispos donatistas cismáticos del África romana, cuya herejía fue condenada; no hubo un equivalente católico de Unizira.
- Cipriano participó en el Concilio de Cartago (484), convocado por el rey Hunerico del Reino Vándalo, tras el cual fue exiliado como la mayoría de los obispos católicos. Víctor de Vita también lo menciona en su historia de la persecución vándala. Cipriano, obispo, recordado en el Martirologio Romano el 12 de octubre, podría ser él.
- Donato, que participó en el Concilio de 641 contra la herejía monotelista.

El obispado dejó de funcionar en el siglo VII con la llegada del Islam.

## Sedes Titulares
La diócesis fue restaurada nominalmente en 1933 como obispado titular de Unizibira.
Ha tenido los siguientes titulares, hasta ahora del rango episcopal (el más bajo) apropiado:
- Pío Bonaventura Dlamini (14 de diciembre de 1967 - fallecimiento el 13 de septiembre de 1981), obispo de Mariannhill (Sudáfrica) (14/12/1967 - 13/09/1981); anteriormente obispo de Umzimkulu (Sudáfrica) (21/02/1954 - 14/12/1967).
- Rémy Victor Vancottem (15 de febrero de 1982 – 31 de mayo de 2010) como obispo auxiliar de la archidiócesis de Mechelen-Bruselas (Bélgica) (15.02.1982 – 31.05.2010); más tarde obispo de Namur (Bélgica) (31.05.2010 –...)
- Agapitus Enuyehnyoh Nfon (8 de abril de 2011 - 19 de junio de 2017), como obispo auxiliar de la arquidiócesis de Bamenda (Camerún) (08.04.2011 – 15.03.2016); más tarde (primer) obispo de Kumba (Camerún) (15.03.2016 –...)
- Obispo electo Luis Enrique Rojas Ruiz (19 de junio de 2017 –…), como Obispo Auxiliar de la arquidiócesis de Mérida en Venezuela (19.06.2017 –…).